# Das Leuchten der Stille (Film)
Das Leuchten der Stille (Originaltitel: Dear John) ist eine aus dem Jahr 2010 stammende Literaturverfilmung des gleichnamigen Bestseller-Romans von Nicholas Sparks. In den Hauptrollen agieren Amanda Seyfried und Channing Tatum, Regie führte Lasse Hallström.
Der Originaltitel Dear John bezieht sich auf einen Dear-John-Brief, einen in der ursprünglichen Bedeutung an Soldaten versendeten Brief, in dem ein Partner die Auflösung der Beziehung mitteilt. Zugleich beginnen in dem Film mehrere Briefe mit der Anrede Dear John.

## Handlung
Die junge Savannah Curtis begegnet während ihrer Semesterferien dem Soldaten John Tyree. John ist gerade auf Heimaturlaub und besucht seinen Vater. Savannah und John verlieben sich ineinander, haben jedoch nur zwei Wochen, bis sie zurück ans College und er zu seinem Stützpunkt nach Deutschland muss. In dieser Zeit lernt John auch Tim, einen Bekannten Savannahs, und dessen Sohn Alan kennen und freundet sich mit ihnen an. John ist noch für ein Jahr beim Militär verpflichtet und verspricht Savannah, dann für immer zurückzukommen. Die beiden wollen Kontakt halten und schreiben einander Briefe.
Aufgrund der Anschläge vom 11. September 2001 entschließt sich John, entgegen seinem Versprechen seine Militärzeit um zwei weitere Jahre zu verlängern. Savannah gibt nach und die beiden schreiben sich weiter. John ist in dieser Zeit in Afghanistan stationiert. Es vergehen zwei Monate ohne einen Brief von Savannah. Mit ihrem darauf folgenden Brief beendet sie die Beziehung und teilt John mit, dass sie mit einem anderen Mann verlobt sei. John ist daraufhin am Boden zerstört und konzentriert sich auf seine Pflichten beim Militär. Mehrere Jahre vergehen, bis er heimkehren muss, weil sein Vater einen Schlaganfall hatte. Der Vater stirbt schließlich, und John muss seine Angelegenheiten regeln.
Er fährt zu Savannah nach Hause, um ihr von seinem Vater zu erzählen, den diese sehr mochte. Er ist enttäuscht von ihrem Wiedersehen, da sie nicht die lebensfrohe, selbstsichere und idealistische Savannah ist, die er kennengelernt hat. Er wirft ihr vor, dass sie in einem Brief mit ihm Schluss gemacht hat, statt wenigstens das Satellitentelefon zu nutzen. Sie antwortet, sie hätte es nicht tun können, wenn sie seine Stimme gehört hätte. Entgegen Johns Erwartungen hat Savannah ihren krebskranken Freund Tim geheiratet, um ihm beistehen und ihm mit seinem autistischen Sohn helfen zu können. Nach diesem Geständnis umarmen sie sich und erinnern sich an ihre gemeinsame Zeit. Beim Abschied kann John ihr nicht auf Wiedersehen sagen, wie sie es sich wünscht. Beide leiden unter der Situation. John geht den Verkauf der wertvollen Münzsammlung seines Vaters an.
John ist wieder im Einsatz und bekommt erneut einen Brief von Savannah. Sie erzählt ihm, dass Tim gestorben ist, aber aufgrund einer anonymen Spende noch zwei letzte Monate mit ihr verbringen konnte. Sie sei sich sicher, dass sie und John sich wiedersehen werden. In der letzten Szene treffen sie sich an einem Café wieder, ob verabredet oder zufällig, ist unklar. Beide lächeln und fallen sich in die Arme.

## Soundtrack
1. Paperweight – Schuyler Fisk & Joshua Radin
2. Little House – Amanda Seyfried
3. Dear John Theme – Deborah Lurie
4. This is the Thing – Fink
5. The Moon – The Swell Season

## Unterschiede zum Buch
- Im Buch ist Alan Tims Bruder, nicht sein Sohn.

- Tim stirbt nicht, sondern kann durch Spenden von John den Krebs bekämpfen. Savannah und John treffen sich am Ende nicht, sondern John begreift, dass er nie wieder mit Savannah zusammen sein kann. Das Buch endet damit, dass er auf einem Hügel hinter der Farm von Savannah sitzt und sie beobachtet, ohne von ihr bemerkt zu werden.

- Tim hat einen Masterplan, um seinen Sohn und die Frau, die er liebt, versorgt zu wissen.

- Savannah hat im Film blonde Haare, ist im Buch aber brünett.

- John ist im Buch auffällig tätowiert.

- Johns Vater stirbt im Buch an den Folgen eines Herzinfarkts.

## Synchronisation
Der Film wurde bei der Cinephon Synchron in Berlin synchronisiert, für Dialogbuch und -regie zeichnete Hilke Flickenschildt verantwortlich.
| Rolle                | Darsteller      | Synchronsprecher |
| -------------------- | --------------- | ---------------- |
| Savannah Curtis      | Amanda Seyfried | Magdalena Turba  |
| John Tyree           | Channing Tatum  | Tobias Nath      |
| Mr. Tyree            | Richard Jenkins | Bodo Wolf        |
| Tim Wheddon          | Henry Thomas    | Markus Pfeiffer  |
| Noodles              | D. J. Cotrona   | Nico Mamone      |
| Rooster „Dan Rooney“ | Cullen Moss     | ?                |
| Starks               | Gavin McCulley  | ?                |
| Captain Stone        | Keith Robinson  | Michael Deffert  |
| Randy                | Scott Porter    | Robin Kahnmeyer  |
| Mr. Curtis           | David Andrews   | Udo Schenk       |

## Kritiken
Kritiken beurteilten den Film überwiegend mittelmäßig bis negativ: Auf den Seiten Metacritic und Rotten Tomatoes erreichte der Film 43 % (34 Kritiken) bzw. 29 % (Wertung 4,4/10; Top Critics: 25 %). Ähnlich resümiert das Filmlexikon Zweitausendeins: „Lauwarm inszeniertes Melodram, dessen weibliche Hauptfigur in ihrer übertriebenen Selbstlosigkeit farblos bleibt, und das in falsch verstandener Diskretion nicht einmal als sentimentale Schmonzette funktioniert.“ Cinema folgert sogar: „Mit dieser schmalzigen Romanze sinkt Lasse Hallström auf den Tiefpunkt seiner Karriere.“
Weitere, unsortierte Stellungnahmen:

„Konsequent meidet Das Leuchten der Stille auch jegliche Auseinandersetzung mit den Realitäten des Krieges. Lediglich im Augenblick von Johns größter Verzweiflung, nachdem Savannah ihm schriftlich den Laufpass gibt, kontrastiert der Film die gemächliche Erzählung mit einer kurzen Nahkampfsszene, in der John verwundet wird. Im Übrigen ist der Krieg in Hallströms Film vor allem gezeichnet von einem getragenen Patriotismus, der mit Hochglanztableaus Soldatenromantik verströmt und so der Trennung der Liebenden die konservative Note schicksalhafter Unvermeidbarkeit aufdrückt.“

„Savannah ist ein stets gütiger Engel, der sich selbstlos um den autistischen Nachbarssohn kümmert und sich sozial engagiert. Und John ist der brave Soldat, der Vaterlandspflichten über sein privates Glück stellt. Auch Regisseur Hallström, mit Gottes Werk und Teufels Beitrag noch auf Oscar-Kurs, fällt dazu nicht viel mehr ein als ausgedehnte Spaziergänge am Strand oder empfindsame Gespräche am Lagerfeuer und zeichnet so eine nostalgische Weichzeichnervision des guten Amerika, in dem Glaube, Familie und Patriotismus unumstößliche Werte sind.“

„Spannender ist Richard Jenkins als Johns autistischer Vater, der unfähig ist, seinem Sohn seine Gefühle zu zeigen und deshalb für manchen Griff zum Taschentuch sorgt. Dennoch hält Hallström den Ball eher flach und inszeniert gefühlige Szenen mit Understatement: ein gehobener Schmachtfetzen mit schönen Zutaten.“